# Демон 79
«Демон 79» (англ. Demon 79) — пятый и последний эпизод шестого сезона британского научно-фантастического сериала «Чёрное зеркало». Его написали создатель сериала Чарли Брукер и Биша К. Али, а режиссёром выступил Тоби Хейнс. Премьера наряду с остальной частью шестого сезона состоялась 15 июня 2023 года на Netflix. В нём играет Нида (Анджана Васан), кроткая продавщица. Она выпускает демона Гаапа (Паапа Эссьеду), который говорит ей, что она должна совершить три убийства, чтобы предотвратить конец света.
Этот эпизод является первым, выпущенным под маркой «Красное зеркало», и является результатом экспериментов Брукера со сверхъестественным ужасом и прошлыми декорациями. Это был первый по времени написания эпизод шестого сезона; с его помощью Брукер стремился переосмыслить масштаб сериала. Действие фильма происходит в 1979 году и показывает антииммиграционную политику Консервативной партии и Национального фронта. Его снимали в июне 2022 года в Харроу, Лондон.
Внешний вид демона Гаапа, изначально задуманного как панк, был вдохновлён Бобби Фарреллом из Boney M., музыка которого используется в саундтреке. Эпизод основан на фантастике ужасов, моде и обстановке 1970-х годов. Неясно, представляет ли Нида события этого эпизода до счастливого конца, когда она покидает Землю вместе с Гаапом после начала ядерной войны. Рецензии были положительными: игра Эссьеду и Васан и комические элементы эпизода получили широкое одобрение. Тем не менее, в списках критиков он занял низкую позицию по качеству среди эпизодов «Чёрного зеркала».

## Сюжет
В 1979 году Нида Хак (Анджана Васан) работает в универмаге Possets в английском городке Типли. Продавая обувь, она мечтает причинить вред своей ксенофобной коллеге Вики (Кэтрин Роуз Морли). Покупатель Кит Холлиган (Николас Бернс), убивший свою жену, делает сексуальные комментарии в адрес Ниды, а она представляет, как нападает на него.
Нида слышит, как правый консервативный политик Майкл Смарт (Дэвид Шилдс) выступает против иммиграции. Вандалы нарисовали на её двери логотип фашистского Национального фронта. Вики жалуется на запах обеда Ниды, поэтому та ест бирьяни в подвале. Там она обнаруживает деревянный талисман, ранит им свой палец и капает на талисман кровью.
В её квартире талисман разговаривает с Нидой, и она освобождает демона Гаапа (Паапа Эссьеду), который впервые находится на задании. Гаап принимает форму Бобби Фаррелла из Boney M. У Ниды есть три дня, чтобы принести три человеческих жертвоприношения; неудача приведёт к разрушению мира в Первомай. Нида отказывается принять это, даже когда Гаап показывает её горящую квартиру, но Гаап преследует её до канала реки. Он рассказывает Ниде, что прохожий, Тим Саймонс (Джо Эванс), пристаёт к своей восьмилетней дочери. Нида убивает Тима кирпичом.
Ниду рвёт от чувства вины, и она опаздывает на работу, где Гаап снова убеждает её убивать. Той ночью она пьёт скотч в местном пабе «Три короны». Нида следует за Китом, когда он мочится на улице: он приглашает её к себе домой для секса. Она бьёт его молотком. Ей также приходится убить его брата Криса, когда он приходит домой. Гаап обнаруживает, что смерть Кита не засчитывается, поскольку он был убийцей, поэтому остаётся одна жертва.
Смарт, которого поддерживает босс Ниды, навещает Possets и получает голос Вики. Гаап показывает Ниде предчувствие: Смарт становится премьер-министром в результате неожиданной победы как лидер ультранационалистической партии «Британия». Хотя демоны являются поклонниками Смарта, Нида настаивает на том, чтобы сделать его своей целью.
Офицер полиции Лен Фишер (Шон Дули) расследует убийство Тима. Он узнаёт о необычном употреблении Нидой алкоголя, которое, по утверждению Ниды, произошло в годовщину смерти её матери. Он следует за Нидой на машине, пока она следит за Смартом после его публичного выступления. Она врезается в машину Смарта, в результате чего он попадает в аварию, и нападает на него с молотком, но Фишер задерживает её перед последним ударом.
В полицейском участке Нида рассказывает офицерам, которые ей не верят, о Гаапе и талисмане. Сирены звучат в полночь, видно ядерную войну. Нида присоединяется к Гаапу, изгнанному после провала инициации, в вечной пустоте.

## Производство
«Чёрное зеркало» взяло перерыв после выхода пятого сезона в 2019 году. Его исполнительные продюсеры Чарли Брукер и Аннабель Джонс ушли из продюсерской компании House of Tomorrow и присоединились к Broke and Bones, что привело к переговорам о правах на производство. Брукер взял перерыв в «Чёрном зеркале» и поработал над комедийными проектами. В мае 2022 года Netflix объявил, что шестой сезон «Чёрного зеркала» находится в разработке. Broke and Bones продюсировали сезон, в то время как материнская компания House of Tomorrow, Banijay, сохранила за собой право собственности.
«Демон 79» — последний из пяти эпизодов шестого сезона, хотя он был написан первым. Сезон вышел 15 июня 2023 года. Поскольку «Чёрное зеркало» — это антология, каждую часть можно смотреть в любом порядке. Эпизод был написан Брукером и Бишей К. Али. Али — единственный соавтор шестого сезона; она создала сериал «Мисс Марвел» (2022). Али также получила признание как исполнительный продюсер первого эпизода шестого сезона, «Ужасная Джоан».
Брукер отметил, что с момента дебюта «Чёрного зеркала» в 2011 году научная фантастика-антиутопия с технологическими темами превратилась из редкости в распространённую, поэтому он стремился писать ужасы и исторические драмы. Он задумал «Демона 79» как первый эпизод сопутствующего ретро-антологического сериала ужасов под названием «Красное зеркало». Сверхъестественные элементы этого эпизода созданы, чтобы вызвать ассоциации с фильмами ужасов 1970-х годов. По словам Брукера, в зависимости от успеха «Демона 79» под маркой «Красное зеркало» могут быть сняты и другие серии.
Вместо этого этот эпизод был включён в шестой сезон «Чёрного зеркала», который Брукер описал как «сознательное решение немного перевернуть суть шоу». Его заголовок гласит: «Чёрное зеркало представляет: фильм от „Красного зеркала“». Это позволило Брукеру найти другую точку зрения на сериал и развеять идею о том, что посылом сериала является «технологии — зло», а не «люди испорчены». Действие некоторых других эпизодов сезона, вдохновлённых «Демоном 79», также происходит в прошлом: в «За морем» история о ближайшем будущем была изменена на историю 1969 года, а действие «Мейзи Дэй» происходит в середине 2000-х годов.

### Кастинг и съёмки

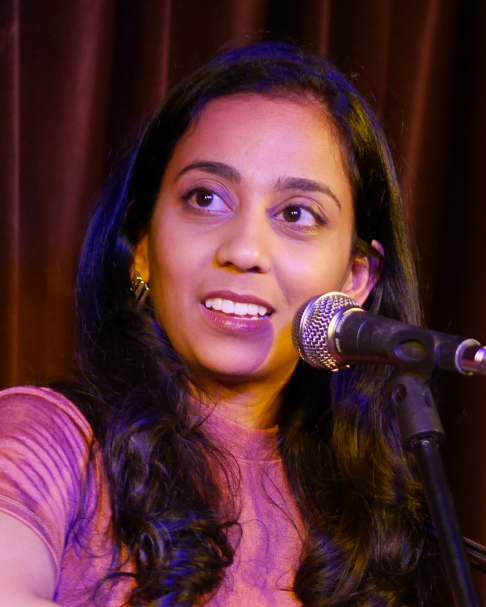
Анджана Васан играет в этом эпизоде роль Ниды.

В первых сообщениях в июле 2022 года говорилось об участии Паапы Эссьеду и Анджаны Васан, а в мае 2023 года были названы дополнительные актёры Кэтрин Роуз Морли и Дэвид Шилдс. Николас Бернс, играющий Кита Холлигана, снялся в фильме «Нэйтан Барли» (2005), соавтором которого был Чарли Брукер. Васан — одна из немногих актёров, появившихся в нескольких эпизодах «Чёрного зеркала»; у неё была небольшая роль в «Нырке», она носила серебряную краску и была названа «Космическим полицейским». Среди других её ролей — Амина в «Мы — Lady Parts» (2021) и Стелла в «Трамвае „Желание“», персонажи, которых недооценивают, подобно Ниде.
«Демон 79» был вторым эпизодом режиссёра Тоби Хейнса после «USS Каллистер». Брукер сказал, что он был создан как «затерянный уголок конца 70-х, пронизанный своего рода современной чувствительностью». Местная газета Harrow Online сообщила, что эпизод был снят в Харроу, Лондон, в июне 2022 года под кодовым названием «Проект Красная книга». Внешние снимки Possets были замечены в Гринхилле, Харроу. Удо Крамер разработал декорации для всех шести эпизодов сезона. Крамер сказал, что было проведено много исследований универмагов 1970-х годов; мебель и приспособления были изготовлены специально для этого эпизода, а цветовая палитра была выбрана в соответствии с тем периодом. Студия NVIZ работала над новостными репортажами, показывающими становление Смарта как фашистского лидера, с различными посланиями партии «Британия» на протяжении трёх десятилетий. Дополнительные чёрно-белые фотографии были сделаны Дэвидом Херном. Саундтрек был написан Кристофером Уиллисом и выпущен 21 июля 2023 года.
Али и Васан говорили о расовых темах эпизода во время производственного процесса. Васан как женщина индийского происхождения, которая переехала в Сингапур в детстве и в Великобританию в зрелом возрасте, понимала Ниду. По словам Васан, фантазии Ниды о насилии могут быть «настолько яркими», потому что Ниде приходится подавлять свои эмоции, несмотря на постоянные микроагрессии против неё. Первый вопрос Васан сценаристам был связан с комментарием Ниды: «Люди говорили, что моя мама сошла с ума». Это осталось необъяснённым, поэтому Васан предположила, что мать Ниды могла быть «громкой и эксцентричной» и, в отличие от Ниды, не пыталась ассимилироваться в Англии. Это контрастирует с интерпретацией, согласно которой у матери Ниды были проблемы с психическим здоровьем, а Нида представляла себе Гаапа. Васан подумала, что сама Нида задаётся вопросом, «не сходит ли она просто с ума».

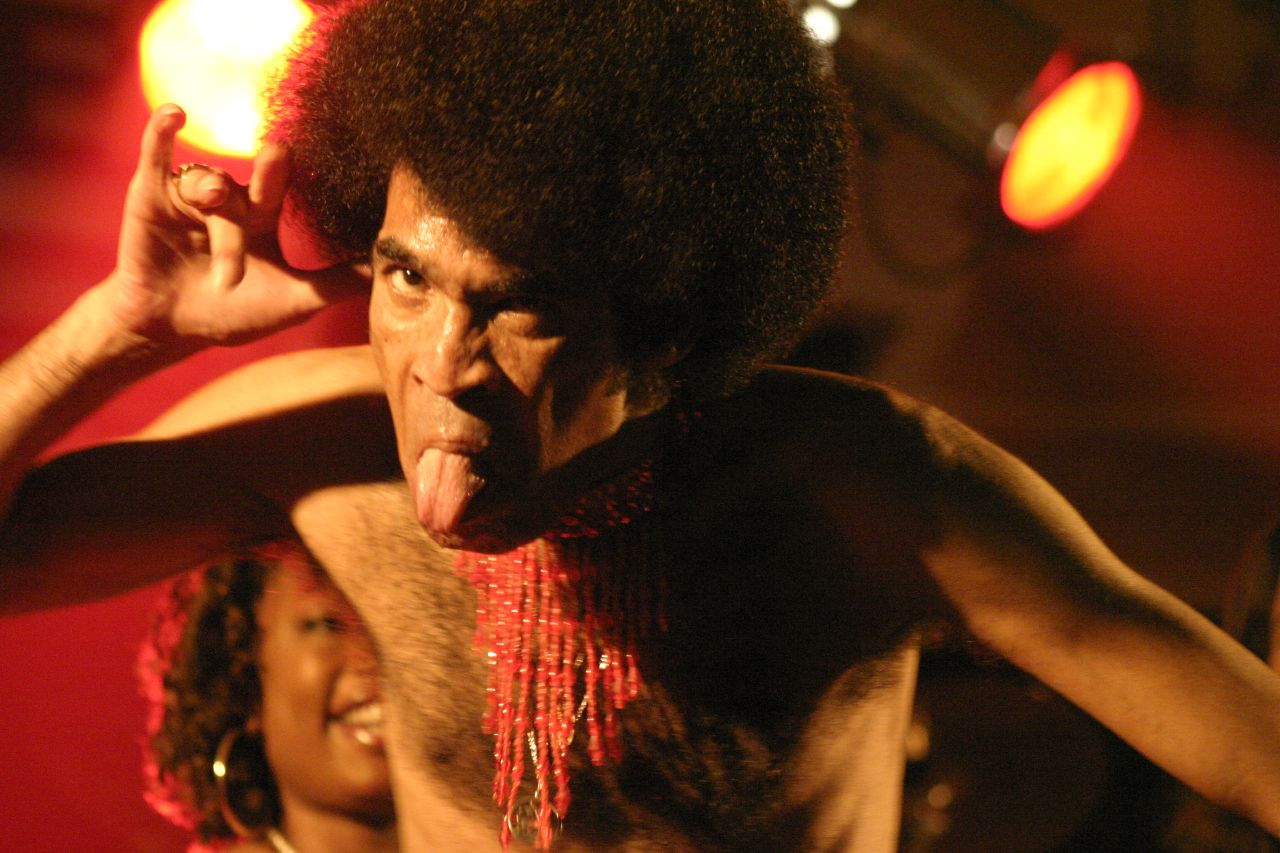
Вид Гаапа был вдохновлён Бобби Фарреллом из Boney M.

Изначально Гаап был написан как панк-фигура, похожая на скинхедов за дверью Ниды и воплощающая её страхи. Примерка костюмов была сделана с участием Эссьеду в роли панка. По мере того, как у Ниды и Гаапа установились близкие отношения, внешний вид Гаапа был изменён, чтобы понравиться Ниде. Эссьеду сказал, что этот эпизод можно рассматривать как историю любви между ними. Васан сказала, что у них была естественная химия благодаря общему опыту работы в театре.
Брукер сказал, что, слушая плейлист, который он составил из музыки конца 1970-х, он вспомнил «сильный внешний вид» Boney M. и основал внешний вид Гаапа на Фаррелле. По словам Эссиеду, Нида «заинтригована», «взволнована» или «возбуждена» Гаапом. Он сказал, что Фаррелл был одним из многих «гиперженственных мужчин», вошедших в массовую культуру примерно в это время. Эссьеду описал роль Фаррелла в группе как «его физическую форму, его танцы, его атмосферу» и попытался передать эту «зрелищность». В наряд Эссьеду входили чёрные ногти, подплечники и туфли на шестидюймовой платформе.
Эссьеду считал, что политические темы «Демона 79» актуальны, поскольку в этом эпизоде присутствует активная политическая партия и «те же предвыборные лозунги», что и у современных политиков. Васан провела параллели с современными политиками, использующими антииммиграционный лозунг «остановите лодки». Эссьеду посчитал финал «весьма обнадёживающим», решив показать, как Нида и Гаап покидают Землю, а не реальность того, что они проведут вечность вместе.
Согласно продюсерам, решение телепортировать Гаапа туда, куда смотрит Нида, когда она пытается убежать, было принято в день съёмок, при этом Эссьеду приседал и бежал, чтобы свести к минимуму «обман камеры». Хейнс обсуждал с Васан, каково будет Ниде, когда Гаап покажет ужасающее видение — вроде панической атаки или неспособности дышать — и Васан экспериментировала со своей реакцией на съёмочной площадке.

## Анализ
Этот эпизод представляет собой сверхъестественную историю ужасов и фэнтези; там отсутствуют элементы научной фантастики, как в других эпизодах «Чёрного зеркала». По тональности он напоминает фильмы ужасов 1970-х годов, такие как фильмы Hammer Film Productions или видео-гадости — малобюджетные, жестокие фильмы. Кроме того, он включает в себя элементы комедии. В The Independent Ник Хилтон назвал его самым комедийным эпизодом шестого сезона из-за «несогласованного партнёрства» Ниды и Гаапа с сочетанием комедии, насилия и апокалипсиса, аналогичным «Хижине в лесу» (2011). Эд Пауэр в статье для The Daily Telegraph сказал, что эпизод был «мультяшным», но при этом сохранял серьёзные темы. Джек Кинг из GQ предположил, что это был дружеский фильм из-за неожиданного партнёрства Ниды и Гаапа.
Рецензенты отметили, что этот эпизод вписался бы в классические или современные сериалы-антологии, такие как «Сказки с тёмной стороны» (1983—1988) или «Кабинет редкостей Гильермо дель Торо» (2022). Однако Джуди Берман из Time написала, что он разделяет с другими эпизодами «Чёрного зеркала» «сдвиг в реальности», который содержит социальные комментарии и «заканчивается чудовищным поворотом». Джен Чейни из Vulture прокомментировала, что «футуристическим ужасом» была ядерная война или страхи расистских персонажей Типли перед численным превосходством иммигрантов над белыми жителями. С учётом британского актёрского состава, чёрного юмора и «бюджетной эстетики» Кинг рассматривал это как «возвращение к истокам» сериала. Однако, в отличие от большинства частей «Чёрного зеркала», эпизод имеет счастливый конец.
Действие «Демона 79» происходит во время всеобщих выборов в Великобритании в 1979 году, в результате которых премьер-министром стала консервативная Маргарет Тэтчер. Брукер сказал, что выборы привели к изменению британской политики с «популистским цунами», которое привело к тому, что мир стал «более ястребиным». Смарт напоминает политика Эноха Пауэлла. Он использует косвенные фразы, такие как «преступность растет» и «район меняется», чтобы намекнуть на расистские идеи. Политические темы уже появлялись в сериале раньше, в «Национальном гимне» и «Моменте Валдо». Как и в «Национальном гимне», персонажа шантажируют, чтобы он совершил аморальные поступки ради большего блага.

Глиф из «Белого медведя» соответствует символу на талисмане, который находит Нида.

В качестве предзнаменования Нида обнаруживает заголовки старых газет, описывающие серию убийств и первомайское празднование — это подразумевает, что Поссетт, основатель универмага, ранее использовал талисман. «Демон 79» связан отсылками с другими эпизодами «Чёрного зеркала»: на талисмане выгравирован символ, впервые показанный в «Белом медведе» и сопровождающий вредоносную силу. В других эпизодах шестого сезона кратко упоминаются Смарт и сеть педофилов в Типли.
В саундтрек вошли две песни Boney M.: «Rasputin» (1978) и «Ma Baker» (1977). Последнее означает, что Нида «отказалась от своего кроткого поведения и готова убить», по словам Бринны Аренс из Den of Geek, поскольку текст сообщает слушателю, что «Ма Бейкер — самая разыскиваемая женщина ФБР». В той же сцене Нида крадёт красную кожаную куртку: Васан сказала, что её «взрывной цвет» контрастирует со многими оттенками коричневого в обувном отделе. Это показывает изменение её первоначального решения носить полностью коричневый цвет и «сливаться с фоном». Её последующая атака на Смарта более агрессивна и решительна, чем её предыдущие убийства, хотя она не желает причинять вред Лену и не может убить Смарта. Лен соответствует стереотипам 1970-х годов: усатый полицейский, оставляющий сигаретный пепел на трупе.
Зрители задаются вопросом, реален ли Гаап или Нида выдумала эти события. Нида и Вики упоминают сны, как и песня Арта Гарфанкела «Bright Eyes» (1979). Нида читает книгу Шакти Гавейн «Творческая визуализация: используйте силу своего воображения, чтобы создать то, что вы хотите в жизни» (1978). Во время допроса в полиции талисман принимает форму домино, что позволяет предположить, что рассказ Ниды о событиях недостоверен. Однако апокалиптический финал оправдывает Ниду.
Критики сравнили идею эпизода с фильмом М. Найта Шьямалана «Стук в дверь» (2023). Сэм Хейсом из Mashable увидел сходство с научно-фантастическим романом Стивена Кинга «Мёртвая зона» (1979). В обоих произведениях главный герой узнаёт, что правый политик собирается стать лидером своей страны и совершить ужасные поступки. Главный герой намеревается предотвратить этом. Цель Ниды — убить трёх человек, чтобы спасти многих — рассматривалась Грегом Макартуром из Screen Rant как пример проблемы вагонетки.

## Восприятие
Эпизод получил положительные отзывы критиков: на агрегаторе рецензий Rotten Tomatoes он имеет рейтинг одобрения 100 % на основе 13 обзоров. The Independent и Vulture оценили его на четыре звезды из пяти; Den of Geek дал ему 4,5 звезды; Daily Telegraph оценил его на пять звёзд. Рецензенты высоко оценили игру Эссьеду и Васан: Алан Сепинволл в журнале Rolling Stone охарактеризовал их как «такие весёлые» и «такие хорошие» соответственно. Бен Розенсток из Vulture считает, что между ними «отличная химия», а Лора Бабиак из The New York Observer назвала их «самой смотрибельной парой» в сериале. Лейла Джордан похвалила их «полностью занимательные» переходы от комедии к ужасам в Paste.

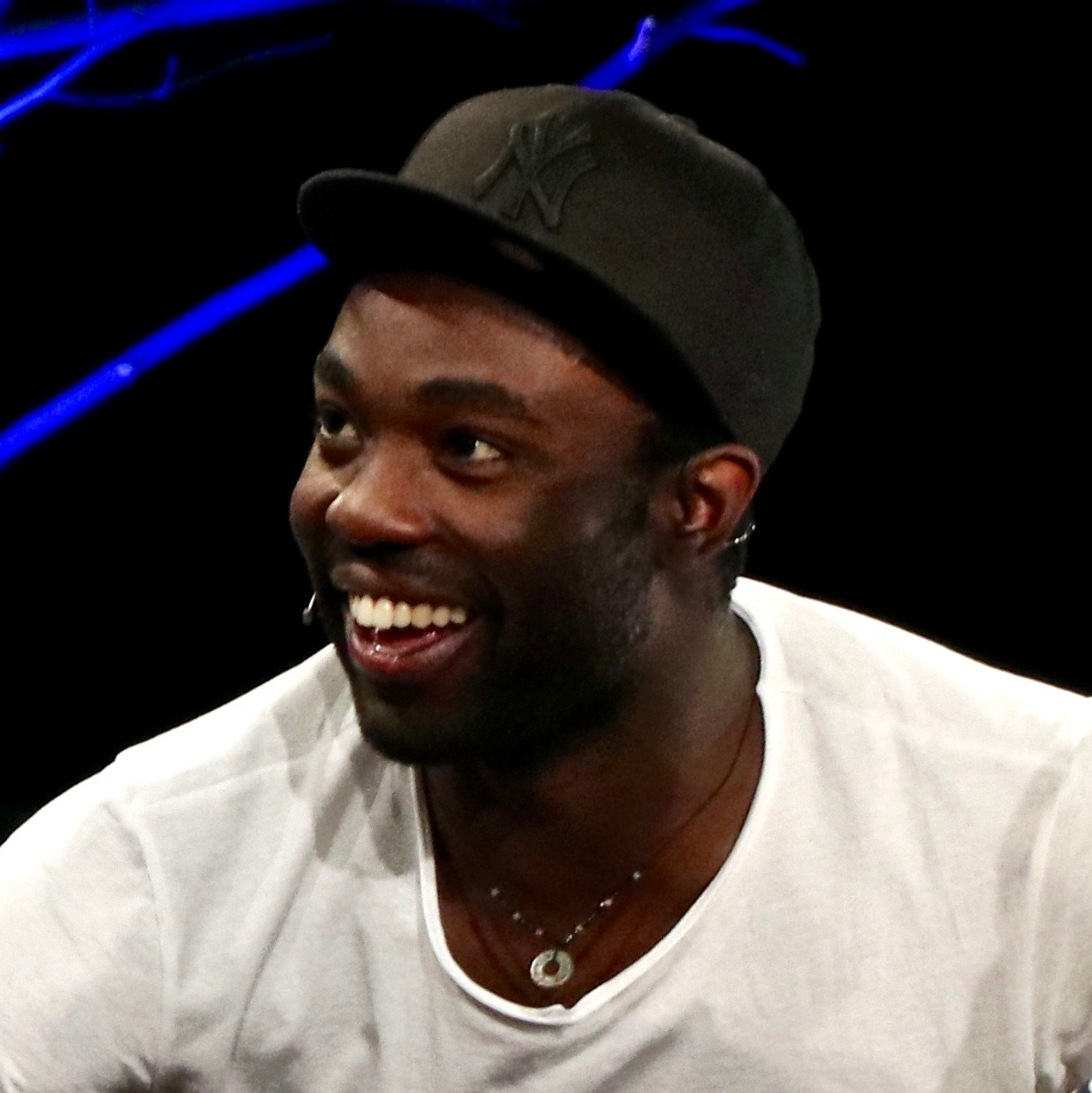
Многие критики высоко оценили игру Паапы Эссьеду в роли Гаапа.

Характеристика Гаапа получила особую похвалу: Стюарт Херитэдж из The Guardian приписал успех эпизода Эссьеду. Луиза Меллор из Den of Geek сравнила Гаапа с ангелом Кларенсом Одбоди в фильме «Эта замечательная жизнь» (1946). Эми Уэст из GamesRadar+, сказала, что «восхитительному стилю кэмп» Гаапа способствовал «один из самых сказочно ярких костюмов» в сериале. Эмили Бейкер из i положительно отозвалась о «весёлой манере исполнения и показной манере» Эссьеду, в то время как Дэниел Д’Аддарио из Variety отметил, что Гаап харизматичен. Кинг описал Гаапа как пример актёрского диапазона Эссьеду, выражающего раздражение и смущение. Эндрю Вебстер из The Verge резюмировал, что «луч позитива» Гаапа обеспечивает своевременную легкомысленность.
Васан как Нида также удостоилась похвал. Розенсток назвал Ниду «самым убедительным главным героем» шестого сезона. Д’Аддарио похвалил её «наивную смекалку» и способность Васан «продумывать на экране» этические затруднения и пределы того, на что способна Нида. Уэст обнаружил, что Васан уравновешивает комедию и пафос. Вебстер писал, что Нида естественным образом развивается как персонаж на протяжении всей истории.
«Демон 79» хвалили за тон. Херитэдж назвал его «успешным экспериментом» для «Чёрного зеркала», а Кинг посчитал его лучшим эпизодом за многие годы. Вебстер считал, что он обрёл «уникальный голос», хотя идея не была оригинальной. Розенсток сказал, что в этом эпизоде достигнут «идеальный тональный баланс» между смешным и драматичным. Бабьяк похвалила «жанровую ярость», такую как вступительные титры, зернистость камеры и кровь. Джеймс Хиббс из Radio Times похвалил фильм за то, что он «блестяще сочетается с социальными комментариями». Однако Джордан заметил, что дань уважения к ужасам 1970-х годов и политическая критика не последовательны на протяжении всего эпизода и не сочетаются друг с другом хорошо. Рецензенты Entertainment Weekly заявили, что в этом эпизоде не хватает «напряжения в главной тайне». Розенсток назвал сцену смерти Кита «захватывающей», потому что он «признаёт, что собирается умереть в качестве наказания».
Некоторые рецензенты отметили, что серия длиннее обычного для «Чёрного зеркала». Бабьяк считала, что он «увязает» во времени выполнения. Сепинволл, напротив, сказал, что лёгкость эпизода «простит некоторые ненужные дополнения». Розенсток одобрил развязку эпизода, которая оправдывает Ниду и допускает счастливый конец, несмотря на ядерный апокалипсис. Бабьяк нашла «освежающим» то, что этот эпизод даёт скорее «извращённое чувство катарсиса», чем мораль. С другой стороны, Брэди Лэнгманн из Esquire раскритиковал финал как «загадочный», а Чарльз Брамеско из Vulture охарактеризовал его как «нытье отговорки», которое «подрывает предшествовавшее ему выставление моральных оценок».

### Рейтинги эпизода
«Демон 79» получил рейтинг ниже среднего в ранжировании 28 частей «Чёрного зеркала» кинокритиками от лучшей серии к худшей:
- 5-е место — Джеймс Хиббс, Radio Times[51].
- 9-е место — Люси Форд, Джек Кинг и Брит Доусон, GQ[55].
- 13-е место — Эд Пауэр, The Daily Telegraph[56].
- 21-е место — Амит Катвала, Мэтт Рейнольдс и Джеймс Темпертон, Wired[57].
- 22-е место — Джеймс Хибберд и Кристиан Голуб, Entertainment Weekly[52].
- 23-е место — Чарльз Брамеско, Vulture[54].
- 24-е место — Брэйди Лэнгманн, Esquire[53].

GamesRadar+ и IndieWire перечислили 27 эпизодов, не считая «Брандашмыга», где «Демон 79» занял 20-е и 22-е места соответственно. Газета The New York Observer поставила его на третье место среди пяти эпизодов шестого сезона.